# Acopiara (ort)
Acopiara är en ort i Brasilien.   Den ligger i kommunen Acopiara och delstaten Ceará, i den östra delen av landet, 1 400 kilometer nordost om huvudstaden Brasília. Acopiara ligger 319 meter över havet och antalet invånare är 24 561.
Terrängen runt Acopiara är platt. Det finns inga andra samhällen i närheten.
Omgivningarna runt Acopiara är huvudsakligen savann. Runt Acopiara är det ganska tätbefolkat, med 54 invånare per kvadratkilometer.